# Грили (Колорадо)
Гри́ли (англ. Greeley) — город в штате Колорадо (США), административный центр округа Уэлд.

## География

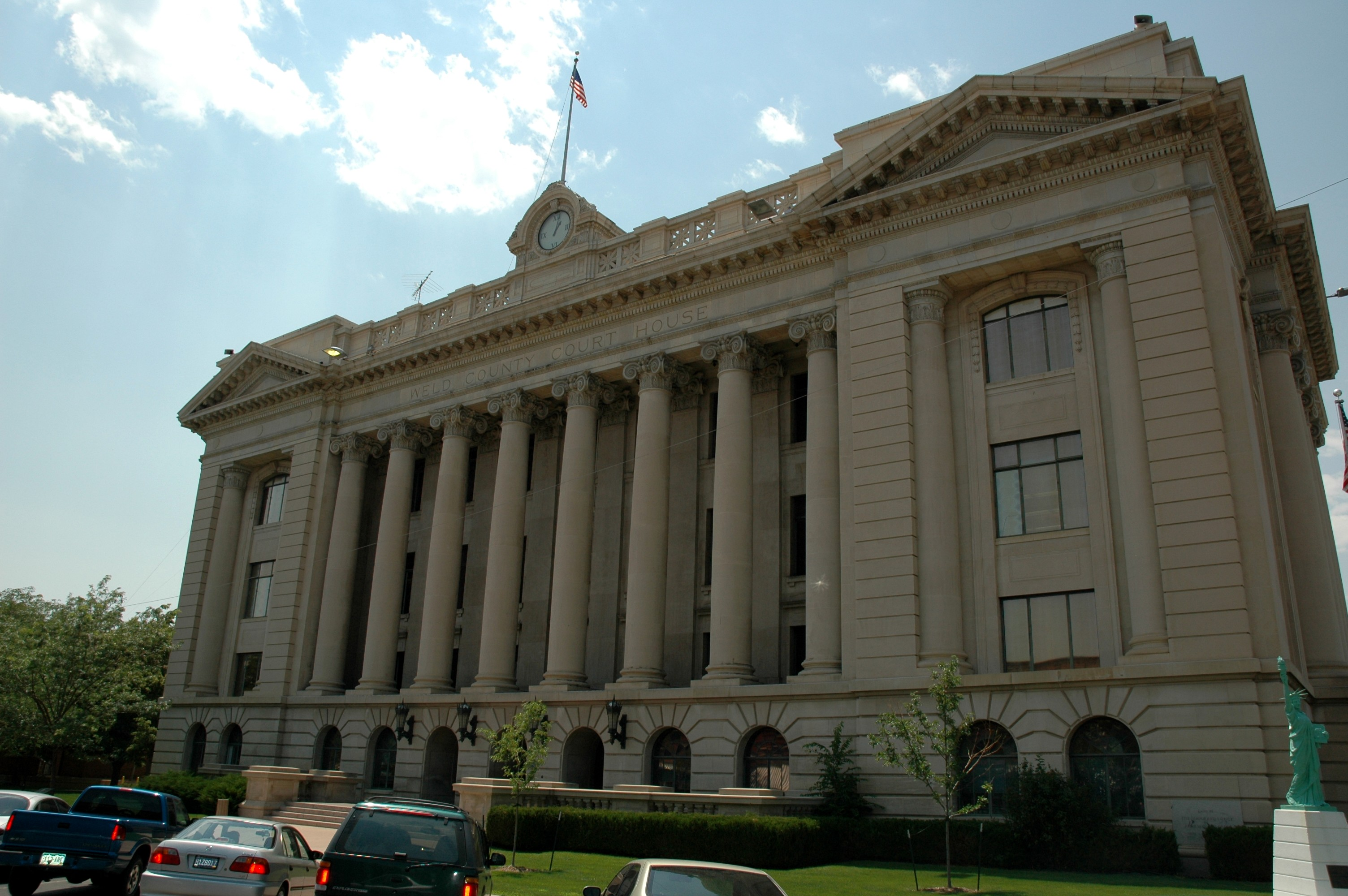
Окружной суд в Грили

Площадь города составляет 77,7 км², из которых 0,2 км² занимают открытые водные пространства. Вплотную с юга к Грили примыкают городаЭванс и Гарден-Сити, из-за чего многие ошибочно называют эту агломерацию одним именем Грили. Через город протекают реки Саут-Платт и Кэш-Лэ-Пудр (англ. Cache La Poudre River). В Гарден-Сити пересекаются крупные автомагистрали U.S. Route 85 и U.S. Route 34. Максимальная зафиксированная температура воздуха в городе составила +41°С в июле, минимальная — −32°С в январе. В Грили расположен один из крупнейших вузов страны — Университет Северного Колорадо (англ. University of Northern Colorado).

## История

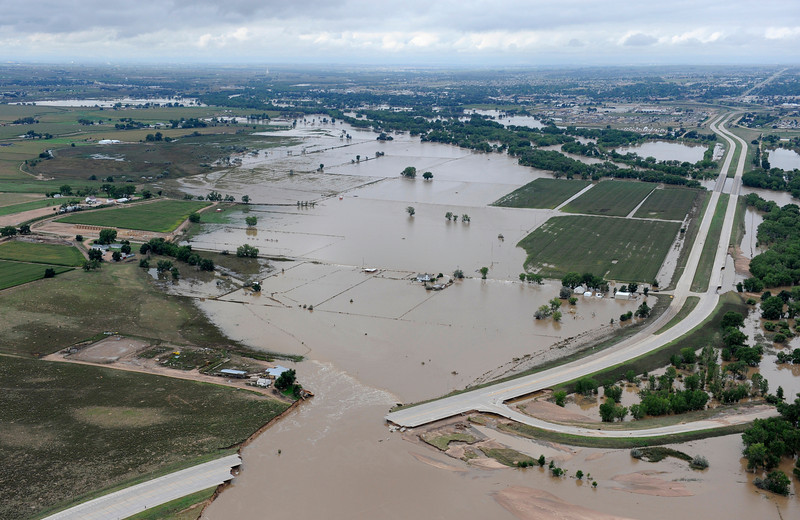
Наводнение, сентябрь 2013

Колония Союза (англ. Union Colony of Colorado) под именем Грили появилась на месте будущего города в 1869 году, имя своё получила в честь журналиста и политика Горация Грили. Колония была основана журналистом Натаном Микером (англ. Nathan Meeker) как экспериментальная утопическая коммуна, «основанная на воздержании, религиозности, сельском хозяйстве, образовании и семейных ценностях».
15 ноября 1885 года Грили получил статус города (city).
В 1989 году город был награждён премией «All-America City Award» (с англ. — «Всеамериканский город») присуждаемой Национальной гражданской лигой, которую неофициально называют «Нобелевской премией за конструктивное гражданство» и которая выдается за активную гражданскую позицию жителей некорпоративных сообществ Соединённых Штатов в жизни местного самоуправления.

## Демография
Население
- 1870 год — 480 жителей
- 1880 — 1297
- 1886 — 2177
- 1890 — 2395
- 1900 — 3023
- 1910 — 8179
- 1920 — 10 958
- 1930 — 12 203
- 1940 — 15 995
- 1950 — 20 354
- 1960 — 26 314
- 1970 — 38 902
- 1980 — 53 006
- 1990 — 60 536
- 2000 — 76 930
- 2010 — 92 889[5]
- 2011 — 94 962[5]

Расовый состав
- белые — 80,4 %
- афроамериканцы — 0,9 %
- коренные американцы — 0,9 %
- азиаты — 1,2 %
- уроженцы Океании и Гавайев — 0,1 %
- прочие расы — 13,7 %
- две и более расы — 2,8 %
- латиноамериканцы (любой расы) — 29,5 %

## Экономика

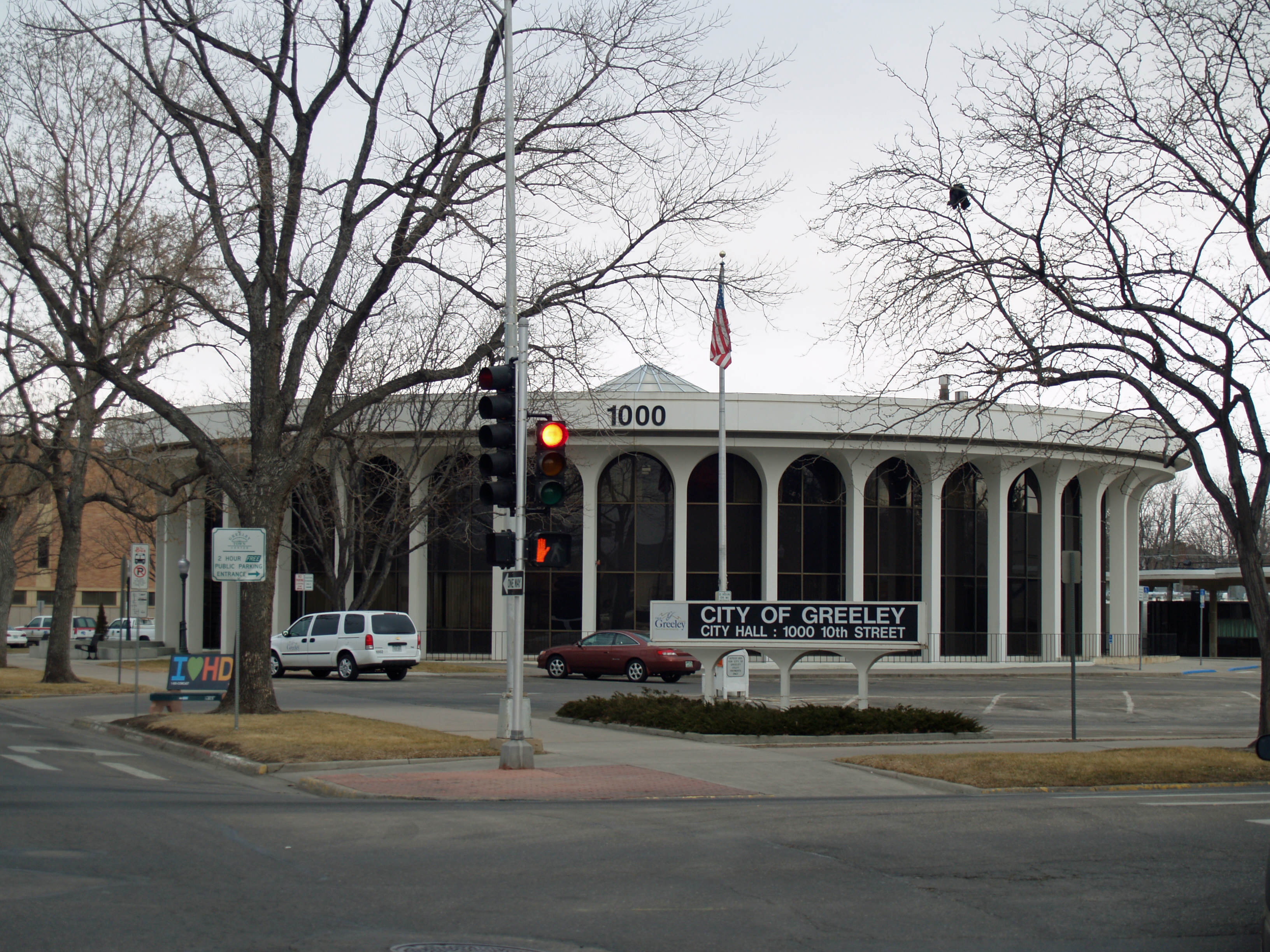
Мэрия

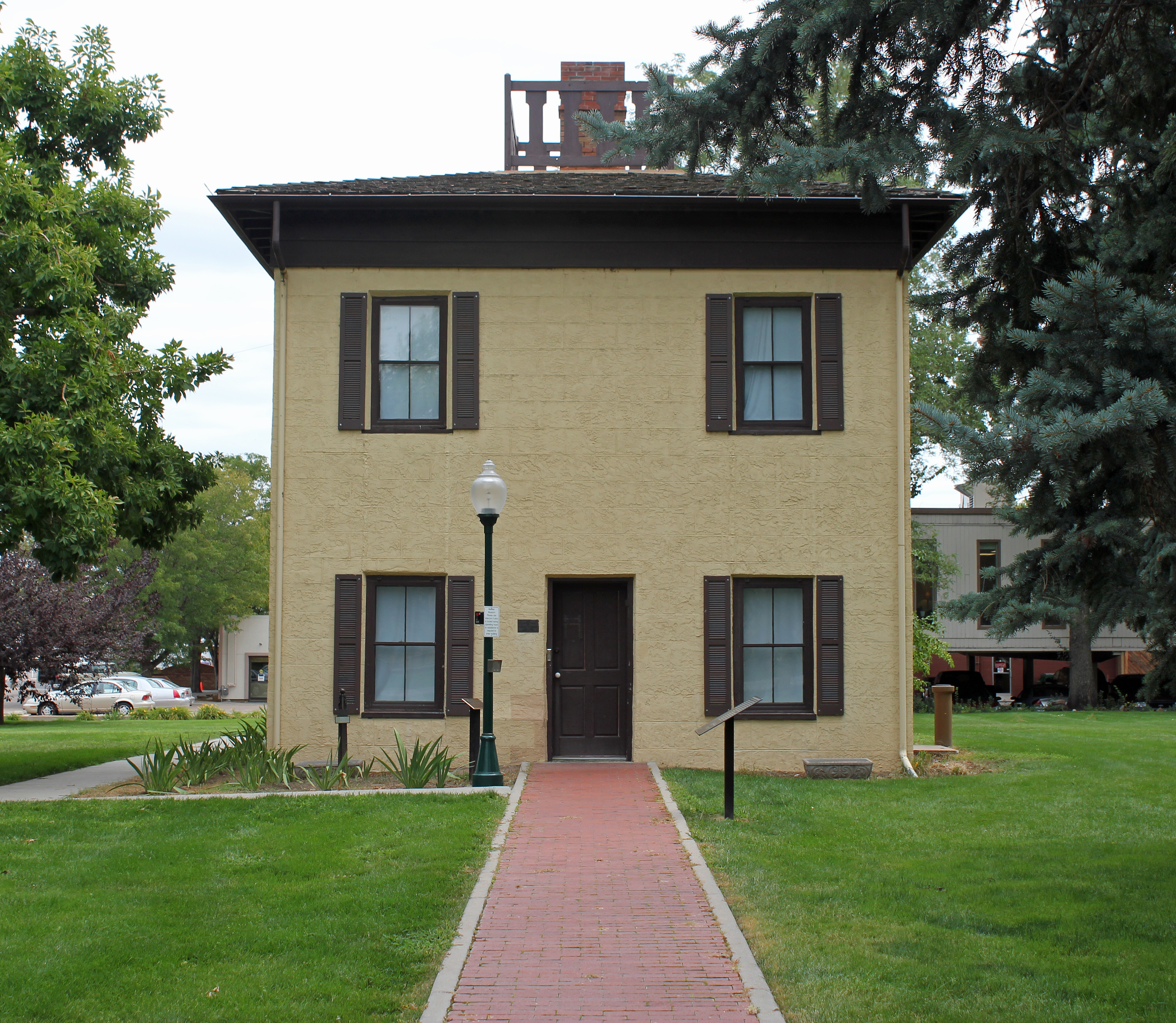
Мемориальный музей Натана Микера

Согласно Сводному ежегодному финансовому докладу за 2010 год, крупнейшими работодателями города являются
1. Banner Health — 2889
2. Weld County School District Six — 2189
3. Правительство США — 1400
4. Администрация округа — 1383
5. State Farm Insurance — 1350
6. Администрация города — 1130
7. Wal-Mart Stores — 1015
8. Aims Community College — 874
9. StarTek — 702
10. Leprino Foods — 500[7]

## Образование

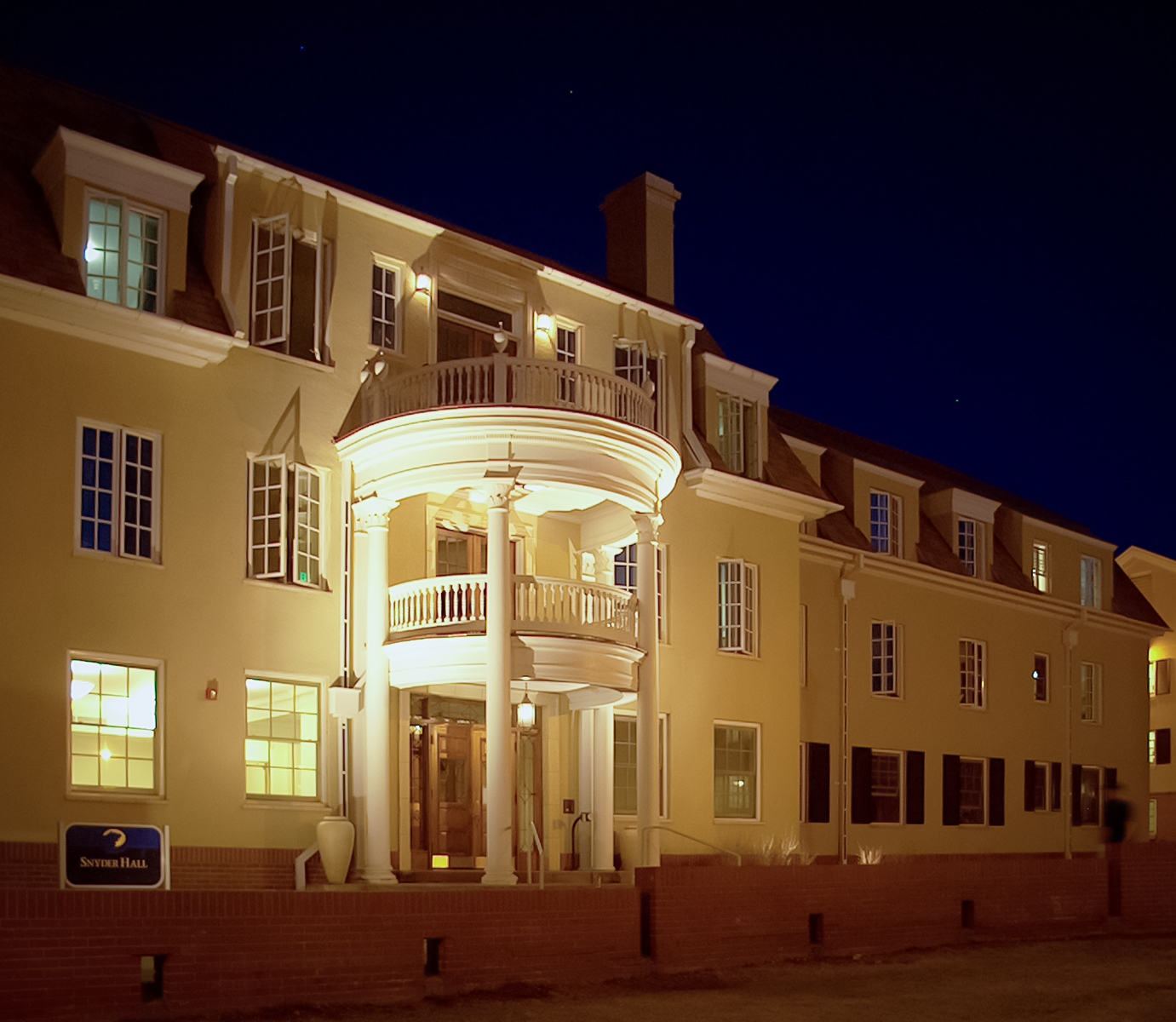
Университет Северного Колорадо

Из жителей Грили в возрасте 18+ 82,2 % являются выпускниками средней школы, а 25,9 % имеют степень бакалавра или выше.
В Грили находятся такие колледжи и университеты, как «Университет Северного Колорадо», «Aims Community College», «Academy of Natural Therapy», и «Institute of Business & Medical Careers».

## Инфраструктура

### Здравоохранение

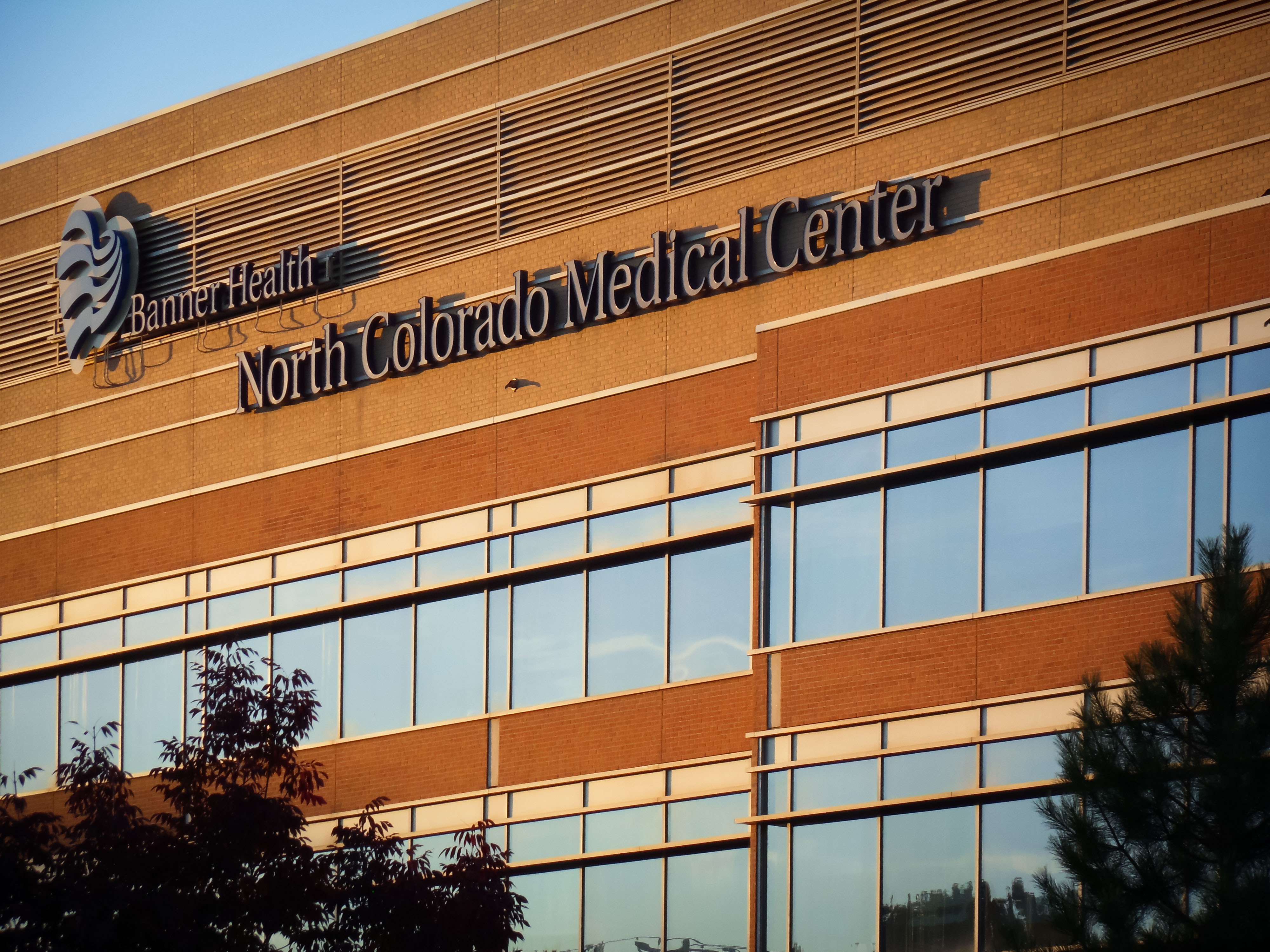
«North Colorado Medical Center», самая крупная больница и работодатель в Грили.

Медицинский центр Северного Колорадо является основным медицинским учреждением округа Уэлд. Больница открылась в 1904 году как основная больница Грили. Название этого учреждения с годами изменилось на «Weld County General Hospital», и стало медицинским центром Северного Колорадо. Центр управляется компанией «Banner Health», базирующейся в Финиксе, штат Аризона. Недавно в больнице расширили отделение неотложной помощи и увеличили количество комнат, доступных для пациентов в других отделениях.
В 2011 году компания «Poudre Valley Health Systems» объединилась с «University of Colorado Health», что привело к появлению новых улучшенных медицинских учреждений по всему Колорадо. Весной 2019 года должна открыться совершенно новая больница на 153 300 футов в Западном Грили.

### Правительство
С 2006 года полицейское управление Грили получило от Министерства обороны США более 2,3 млн долл. на приобретение тактической военной техники, включая MRAP, 72 винтовки калибра 5,56 мм, 22 глушителя и 15 приборов ночного видения.

## В популярной культуре
- В Грили происходит действие книги «Нация фастфуда» (англ. Fast Food Nation) Эрика Шлоссера (англ. Eric Schlosser).
- В Грили происходит действие эпизода «Бедный ребёнок» мультсериала «Южный парк»[11].

## Знаменитые уроженцы
См. категорию «Родившиеся в Грили»